# Stadio municipale Livadeia
Lo stadio municipale Livadeia (in greco Δημοτικό Στάδιο Λιβαδειάς) è un impianto sportivo greco di Livadeia, in Grecia.
È utilizzato dal Levadeiakos per i suoi incontri interni, e ha una capienza di 5 915 posti.

## Storia
Fu inaugurato nel 1952 e ristrutturato nel 2017, in virtù della promozione in Souper Ligka Ellada della squadra locale.